# Rue Giuseppe-Verdi
La rue Giuseppe-Verdi est une voie du quartier des Terreaux, située en totalité dans le 1er arrondissement de Lyon, en France.

## Situation
Au sud, la rue débouche sur les rues de l'Arbre-Sec et du Garet.
Au nord, la rue débouche transversalement sur la rue Pizay.

## Accessibilité
La rue Giuseppe-Verdi est proche de la rue de la République. Ce site est desservi par la station de métro Hôtel de Ville - Louis Pradel des lignes   , ainsi que par les lignes de bus    (à proximité).

## Odonymie

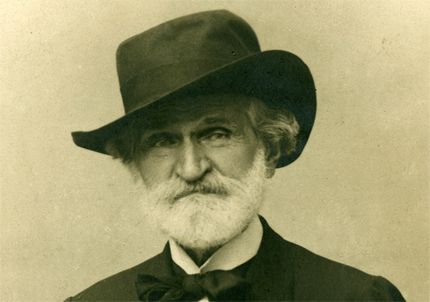
Portrait de Giuseppe Verdi par Pietro Tempestini.

La rue s'appelait jusque vers 1995 petite rue Pizay. On trouve en 1353 un certain Philippe de Pizeys, courrier de la ville pour le roi, qui y possédait une maison connue sous le nom de Pizeys. Le nom s'écrit du Piser sur le plan de 1560, faisant allusion soit à un nom d'homme soit à la nature du matériau de certaines maisons, le pisé. 
Elle porte ensuite son nom en l'honneur du compositeur italien Giuseppe Verdi depuis 1989.

## Description
La rue est étroite, relativement courte et légèrement tordue.